# Ballophilus clavicornis
Ballophilus clavicornis är en mångfotingart som beskrevs av Cook 1896. Ballophilus clavicornis ingår i släktet Ballophilus och familjen Ballophilidae.
Artens utbredningsområde är Liberia. Inga underarter finns listade i Catalogue of Life.